# پی‌نوشت: گربه‌ات مرده
پی‌نوشت گربه‌ات مرده (به انگلیسی: P.S. Your Cat Is Dead) فیلمی ۹۲ دقیقه‌ای است به کارگردانی استیو گوتنبرگ است.